# Аббас Нілфорушан
Аббас Нілфорушан  (перс. عباس نیلفروشان; 1966, Ісфаган — 27 вересня 2024, Дахія, Гірський Ліван, Ліван) — іранський воєначальник, бригадний генерал КВІР.

## Біографія
У віці 14 років він добровільно вступив до лав Басідж і вирушив на західний, а потім і на південний фронти ірано-іракської війни (1980—1988). Служив на різних посадах у 14-й дивізії імама Хоссейна та 8-й бронетанковій дивізії Наджафа Ашрафа, у тому числі як командир взводу, командир роти, командир батальйону, командир осі та заступник командира з операцій 8-ї дивізії Наджафа під командуванням Ахмада Каземі.
Раніше його військова кар'єра включала такі посади, як заступник командувача операцій сухопутних військ КВІР, командувач Командно-штабного коледжу КВІР, заступник головнокомандувача КВІР у штабі імама Хусейна, виконавчий заступник КВІР і заступник командувача операцій КВІРіда під час перебування. Він обіймав посаду заступника командувача операцій КВІР з 2019 року і мав 5-річний досвід служби в Лівані та Сирії.
Нілфороушан обіймав посаду заступника з операцій сухопутних військ КВІР з 2005 по 2007 рік. З 2010 по 2014 рік він працював командиром Командно-штабного коледжу КВІР, а з 2019 року він був заступником з операцій КВІР. 26 жовтня 2022 року Міністерство фінансів США та Державний департамент спільно запровадили санкції проти Нілфорушана за його роль у придушенні протестів в Ірані.
У 2024 перебував у Лівані на посаді командувача сил «Кудс», які відіграють вирішальну роль у озброєнні та координації підконтрольних Ірану сил по всьому Близькому Сходу, і насамперед «Хезболли».
27 вересня 2024 року під час свого перебування в бункері головного штабу «Хезболли» в передмісті Бейрута вбитий внаслідок ізраїльського авіаудару разом із лідером «Хезболли» Хасаном Насраллою.